# Per Westergaard
|  | Ikke at forveksle med Per Westergård. |
Per Westergaard (født 18. maj 1952, død 13. september 2022) var en dansk fodboldspiller i bl.a. AaB.
Per Westergaard fungerede efterfølgende som fodboldtræner for bl.a. AaB (1996-1997) og Aalborg Chang (1998-2000).
Per Westergaard var tilknyttet AaBs fodboldskoler samtidig med at han fungerede som scout med ansvar for at opspore og tilknytte talenter til AaBs førsteholdstrup.